# Aware – Reise in das Bewusstsein
Aware – Reise in das Bewusstsein (englischer Titel: Aware – Glimpses of Consciousness) ist ein Kino-Dokumentarfilm von Frauke Sandig und Eric Black aus dem Jahr 2020. Der Kinostart in Deutschland war am 2. September 2021. In den USA startete der Film am 24. September 2021 im Kino.

## Inhalt
Der Film ist eine Suche nach dem Ursprung und dem Wesen des Bewusstseins: Was ist Bewusstsein? Woher kommt es? Haben es alle Lebewesen? Kann man einen mystischen Zustand reinen Bewusstseins erreichen? Und was geschieht, wenn wir sterben? Wissenschaftler wenden sich heute den „großen Fragen“ zu, die bisher Philosophie und Religion vorbehalten zu sein schienen. Aware bringt sechs leidenschaftliche Bewusstseinsforscher miteinander in einen Dialog: den berühmten Hirnforscher Christof Koch, der einen Atlas des Gehirns erstellen will, den buddhistischen Mönch Matthieu Ricard, der das Bewusstsein von innen erkundet, den Psychedelika-Forscher Roland Griffiths, der „Psychonauten“ wie den Philosophieprofessor Richard Boothby auf phantastische Reisen schickt, die Pflanzenforscherin Monica Gagliano, die die kognitiven Fähigkeiten und das Verhalten von Pflanzen untersucht, und die Maya-Heilerin Josefa Kirvin Kulix, die das Bewusstsein als alles verbindende Kraft in der Natur sieht. Durch die meditative Verwebung der Geschichten der Protagonisten, die sich dem Geheimnis von außen und von innen nähern, entstehen neue Einsichten.

## Rezeption
Aware – Reise in das Bewusstsein hatte seine Deutschland-Premiere auf den Internationalen Hofer Filmtagen 2020.
2021 war AWARE der Eröffnungsfilm des ILLUMINATE Film Festival in Sedona, Arizona und gewann dort den Hauptpreis der Jury.
In der Kritik von Programmkino.de heißt es: "Die großen Fragen der Menschheit werden vielleicht nie eindeutig beantwortet werden können, vielleicht sind sie auch gar nicht allgemeingültig zu beantworten, sondern nur auf so individuelle Weise, wie es die in „Aware – Reise in das Bewusstsein“ porträtierten Menschen tun. Die Süddeutsche Zeitung schreibt: “Eine Doku über das Bewusstsein? … Unsichtbarer kann ein Filmgegenstand schließlich kaum sein. Frauke Sandig und Eric Black haben dennoch wunderschöne Bilder gefunden: Das Bewusstsein sei kein Ding, sondern ein Ort, heißt es; Naturaufnahmen sollen diesen "Ort", den man sich als Strom oder Ozean vorstellen kann, sichtbar machen. Antworten auf die großen Fragen des Films geben außerdem ein Hirnforscher, eine Pflanzenforscherin, ein Psychopharmakologe, ein Philosoph, ein buddhistischer Mönch und eine Maya-Heilerin. Sie alle sind Suchende - ihre Einsichten und Erkenntnisse äußerst anregend.” Die Frankenpost schreibt in der Kritik zur Online-Version des Festivals in Hof: „Aware – Reise ins Bewusstsein (Regie: Frauke Sandig/Eric Black) haut mich um. Traumhafte Bilder von Landschaften zerfließen in ähnlich wirkenden Computer-Animationen vom Aufbau des Gehirns. Sechs Wissenschaftler erklären aus radikal unterschiedlichen Perspektiven ihre Sicht der Dinge, komplementiert von Weisheiten über das Bewusstsein, die Naturvölker besitzen. Großes Kino – mein TV-Bildschirm ist dafür zu klein.“
Beim Kinostart in den USA erreichte AWARE 100 % positive Kritiken beim Kritikerbarometer „Rotten Tomatoes“. Valerie Kalfrin schreibt in ihrer Kritik für die Alliance of Woman Film Journalists: „Aware - Reise in das Bewusstsein ist eine berauschende – wage ich zu sagen: spirituelle? – Erfahrung, die Gefühle der Ehrfurcht und des Staunens, der Demut und der Verbundenheit hervorruft... der Film schafft eine kontemplative Offenheit, die mit Worten nur schwer zu beschreiben ist. Es ist ein bemerkenswerter Film.“ Michael Rechtshaffen in der Los Angeles Times: „Wissenschaft und Spiritualität vereinen ihre Kräfte in dem geistreichen, wie auch sehr meditativen Dokumentarfilm Aware – Reise in das Bewusstsein…“. Im Online-Magazin Film Threat heißt es: „… der Film offenbart auf unterhaltsame und erleuchtende Weise die existenziellen Geheimnisse im Kern der menschlichen Erfahrungswelt.“

## Auszeichnungen
- Feature Competition Jury Prize, Illuminate Film Festival 2021[5]
- Vorauswahl Deutscher Filmpreis 2021[13]
- Online-Publikumspreis beim Millenium Docs Against Gravity Film Festival, Polen, 2021[14]
- Publikumspreis „Create the Future Award“ beim Maui Film Festival 2021[15]
- Premio Pukañawi, Hauptpreis des Menschenrechtsfilmfestivals in Bolivien (internationaler Wettbewerb)[16]
- Eröffnungsfilm SWR Doku Festival (Deutscher Dokumentarfilmpreis) 2022[17]
- Preis der Jury, Science Film Festival 2022, Goethe-Institut[18]
- Wisdom Award, Auroville Film Festival 2024[19]